# TV Guararapes
TV Guararapes é uma emissora de televisão brasileira sediada no Recife, capital do estado de Pernambuco. Opera no canal 9 (39 UHF digital), e é afiliada à Record. A emissora pertence ao Sistema Opinião de Comunicação, e transmite seu sinal para boa parte do estado.

## História
A concessão do canal 9 VHF do Recife (até então ocupado por uma retransmissora da TV Pernambuco) foi outorgada, após concorrência pública, pelo presidente Fernando Henrique Cardoso em 28 de dezembro de 1998, aos Diários Associados, que há anos brigavam na justiça contra a União por conta da cassação da extinta TV Rádio Clube de Pernambuco, juntamente com outras emissoras da Rede Tupi. A emissora foi inaugurada em 1.º de janeiro de 2000, como TV Guararapes, afiliada à Rede Bandeirantes, antes captada pelo canal 7 VHF desde 1998.
No seus primeiros anos, a emissora chegou a manter uma parceria com a TVI, produtora pertencente ao locutor esportivo Luciano do Valle, que além de transmissões esportivas, era reponsável pelos programas Valle Tudo e Tudo em Dia, este último um programa de variedades apresentado por Luciano e por sua esposa, Luciana Mariano.
Em 2003, a TV Guararapes estreou o programa S.O.S Cardinot, apresentado aos sábados por Joslei Cardinot, vindo da Rádio Clube de Pernambuco. Meses depois, Cardinot assumiu a apresentação da versão local do Brasil Urgente. No entanto, ainda no mesmo ano, ele deixa o programa após ser contratado pela TV Tribuna, retornando apenas em julho de 2011.

Logotipo da emissora entre 2009 e 2021, quando se chamava TV Clube

Em setembro de 2005, a emissora abandonou totalmente o nome TV Guararapes, que já estava em desuso desde agosto de 2004, passando a identificar-se apenas como Canal 9. Em 3 de abril de 2006, passou a se chamar TV Clube. Em 9 de janeiro de 2012, a emissora se afiliou à Rede Record, devido a problemas desta última com a TV Tribuna. Uma festa foi preparada para celebrar a parceria, e a jornalista Ana Paula Padrão apresentou o Jornal da Record ao vivo do Recife.
Em 19 de janeiro de 2015, a emissora teve 57,5% das suas ações vendidas pelos Diários Associados ao Sistema Opinião de Comunicação, pertencente a Cândido Pinheiro, fundador do Grupo Hapvida, que agora passava a responder majoritariamente pela emissora e outros veículos de comunicação que pertenciam à empresa no Nordeste brasileiro. Em 2019, o Sistema Opinião de Comunicação passou a deter 100% das ações.
Em Outubro  de 2014  Jeison Wallace (Cinderela) Deixa a TV Clube Após  Não Se Adaptar Ao Formato da Emissora e retorna Para a Tv Jornal, o Clube da  Cinderela é Exibido Pela Última vez em 31 de outubro de 2014 Exibindo os Melhores momentos do programa  . Em 3 De Novembro Estreia o Agora é Hora Com Flávio Barra e Sua Turma 
Em 3 de março de 2015, o apresentador Joslei Cardinot deixa novamente a TV Clube após divergências com a emissora e retorna para a TV Jornal Passando a Ter a Apresentaçáo de André Estanislau, em 5 de Março de 2015 Os programas S.O.S Cardinot e Cardinot Aqui na Clube tem suas nomenclaturas alteradas para S.O.S Pernambuco e Aqui na Clube Sendo Exibidos Pela Última vez Em 20 de Março de 2015 . Em 23 de março de 2015, estreia o Balanço Geral PE com apresentação de Hugo Esteves.
Em 29 de janeiro de 2018, a emissora muda sua grade de programação com a extinção do S.O.S Pernambuco em 26 de janeiro e estreia o Balanço Geral PE Manhã. O PE Direto da Redação passou a ser aos finais de semana e o Superesportes passou a ser um quadro no PE no Ar, além de ganhar novos estúdios e cenários e novos grafismos seguindo os padrões da RecordTV.
Em 18 de fevereiro de 2019, a emissora estreou uma nova programação matinal. Com a extinção do telejornal PE no Ar em 15 de fevereiro, o Balanço Geral PE Manhã aumentou sua duração para duas horas, enquanto Isly Viana passou a apresentar o jornalístico no lugar André Estanislau, que agora passaria a fazer apenas reportagens policiais para o programa.
Em 9 de março, é exibido pela última vez o Agora é Hora, após o apresentador Flávio Barra anunciar sua ida para a TV Jornal, juntamente com a equipe do programa. Em 14 de março, a emissora anunciou um novo humorístico para o horário, Que Arretado, com a apresentação de Amanda Neves, cuja estreia ocorreu em 18 de março. Em 13 de maio, estreia a versão local do Cidade Alerta, com a apresentação de André Estanislau.
Em 28 de maio de 2021, Fábio Araújo deixa a apresentação do Balanço Geral, após ser contratado pela TV Jornal para apresentar uma nova atração na mesma faixa horária. Para o seu lugar, a TV Clube contratou o jornalista Gernand Lopes, vindo da TV Correio de João Pessoa, Paraíba, que assumiu o programa em 31 de maio.
Em 2 de agosto, a emissora volta a se chamar TV Guararapes, após a direção do Sistema Opinião de Comunicação optar por desvincular a imagem da emissora dos seus antigos proprietários, os Diários Associados, repetindo o processo feito com a TV Clube de João Pessoa, Paraíba, que foi renomeada para TV Manaíra em 2016. Com a mudança, as referências ao antigo nome foram suprimidas, incluindo o Jornal da Clube, que passou a se chamar Jornal Guararapes.
Em 6 de dezembro de 2021, a emissora promoveu cortes em sua equipe de jornalismo, demitindo a jornalista Isly Viana, que apresentava o Jornal Guararapes e atuava na TV Guararapes desde 2012. Com a sua saída, o telejornal foi assumido interinamente pelo repórter Ciro Guimarães, e em 7 de fevereiro de 2022, passou a ser ancorado por Meiry Lanunce, egressa da TV Globo Nordeste.
Em 10 de abril de 2025, a emissora passou a transmitir o sinal dela via satélite gratuitamente na banda Ku em DTH no sistema SAT HD Regional no canal virtual 07.